# Parlement de Dombes
Le parlement de Dombes est un parlement de l'Ancien Régime qui a exercé son autorité sur l'ancienne principauté de Dombes de 1523 à 1771.
Le bâtiment, qui abrite toujours un palais de justice, fait l’objet d’une inscription au titre des monuments historiques depuis le 28 février 2006.

## Histoire

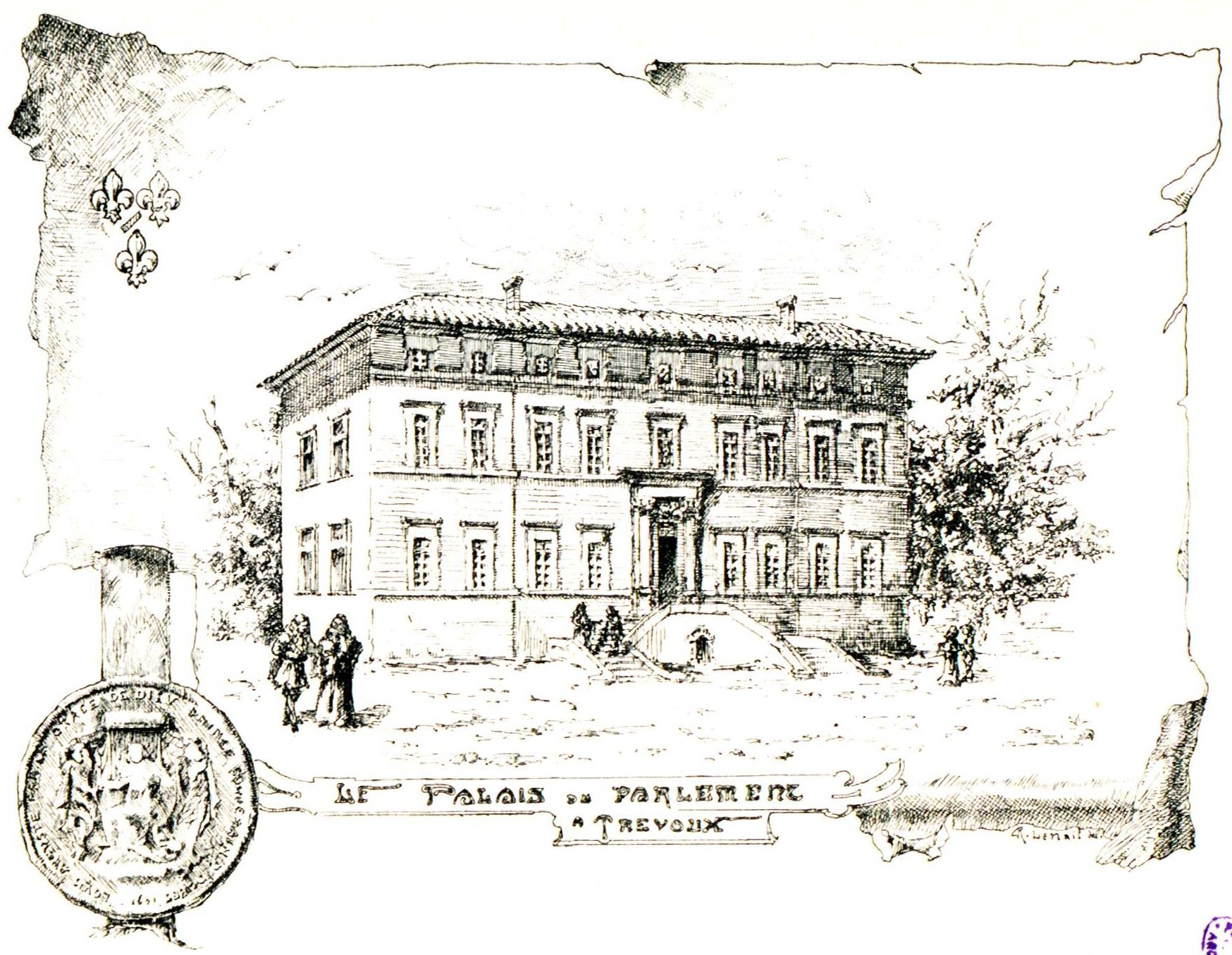
Le Palais du Parlement à Trévoux, telle qu'il était au moment de son inauguration.

Jusqu'en 1523, la justice de Dombes dépendait du grand conseil du Bourbonnais, dont le siège était à Moulins, capitale des États du duc de Bourbon, titulaire de la principauté. En 1523, les possessions du connétable de Bourbon sont confisquées par le roi de France et rattachées à la couronne, à l’exception de la principauté de Dombes, bien que ce soit François Ier qui y exerce la souveraineté. Alors que les anciens États du duc de Bourbon annexés au royaume sont désormais soumis à la juridiction du parlement de Paris, François Ier crée par lettre patente un "conseil de Dombes souverain en dernier ressort". La lettre est enregistrée à Lyon en novembre 1523 et entraine la nomination des conseillers assesseurs et du greffier. Le parlement de Dombes est né.
Celui-ci siège d'abord à Lyon, au palais de Roanne, par territoire emprunté. Le 12 décembre 1696, le Duc du Maine, Louis Auguste de Bourbon, en transfère le siège à Trévoux, où il impose aux magistrats de résider. De 1697 à 1703 le parlement siège dans l'ancien auditoire du bailliage, situé dans la Grande-rue de Trévoux, en face de la rue dite Casse-Cou, agrandie en 1898 pour laisser la place à un hôtel des Postes. Le nouveau bâtiment est bâti en dehors de l'enceinte médiévale. Le gouverneur et Premier magistrat, Claude Cachet de Montézan, est chargé avec son fils Benoît de diriger la construction du nouveau parlement, le nom de l'architecte étant inconnu. Il est officiellement inauguré en 1703, bien que les travaux ne s'achèvent qu'au début du XVIIIe siècle. Entre 1715 et 1724, une deuxième campagne de travaux est menée par Jean Boissieux selon les plans de Deville, ingénieur du roi et directeur des Ponts et Chaussées de Lyon. Il construit ou aménage un greffe, des salles d'archives et une chapelle. Cette dernière, placée sous le vocable de saint Louis, est bénie le 13 décembre 1724.
La Dombes est rattachée au royaume de France en 1762 et sa chambre judiciaire est incorporée au parlement de Dijon en 1771. Le palais est alors transformé en Intendance. Sous le Premier Empire, il accueille la sous-préfecture, le palais de justice, ainsi que la gendarmerie, installée dans des dépendances du parlement. Entre 1817 et 1824, le bâtiment est en partie reconstruit ; on lui adjoint une chapelle et on implante un escalier d'honneur. En 1874, il fait l'objet de nouveaux travaux. La chapelle est démolie et des bureaux sont construits à son emplacement. L'ancien parlement abrite aujourd'hui le tribunal d'instance, le greffe et le service des impôts.

## Architecture
En 1698, Pierre Paul Sevin de Tournon réalise les fresques décoratives ornant les murs, ainsi que les poutres et solives du plafond à la française. La décoration de la salle est complétée par des peintures murales constituées de grands compartiments rectangulaires. Ornées de moulures au centre desquelles sont frappées les armoiries de la France surmontées de la couronne royale, ces peintures sont séparées les unes des autres par des pilastres. L'ensemble des décorations de cette salle est classé au titre d'objets mobiliers protégés depuis le 5 octobre 1920.
La salle d'audience est également ornée des portraits du duc du Maine, longtemps attribué à tort à Hyacinthe Rigaud, et de parlementaires de Dombes.
L'ensemble du décor de la salle du vestibule est inscrit au titre d'objets protégés le 6 juin 1991 ; cette disposition a été annulée quand l'ensemble de l'ancien parlement a été inscrit le 28 février 2006.

## Rôle et composition
Le rôle du Parlement de Dombes a été fixé par le prince François en 1583. Le Parlement de Dombes était la juridiction d'appel de la principauté de Dombes. La cour était également compétente en matière d'instauration de l'impôt.

### Liste des présidents du Parlement de Dombes
- 1523-1525 : Jacques de la Palice, maréchal de France
- 1534-1535 : Antoine Du Bourg, devenu chancelier de France
- 1535-1544 : Jean Godon
- 1544-1549 : Jean Dupeyrat
- 1549-1562 : Hugues Dupuis
- 1562-1568 : Jean Dufournel
- 1568-1571 : Claude Baronnat, échevin de Lyon
- 1571-1593 : Jérôme de Châtillon
- 1593-1596 : Nicolas de Lange, prévôt des marchands de Lyon
- 1596-1621 : Balthazar de Villars, prévôt des marchands de Lyon
- 1621-1653 : Pierre de Sève, baron de Fléchères, seigneur de Laval, prévôt des marchands de Lyon, neveu du précédent
- 1653-1675 : Guillaume de Sève, fils du précédent
- 1675-1682 : Barthélémy Mascrany
- 1682-1699 : Pierre de Sève de Laval
- 1699-1704 : Benoit Cachet de Montézan, comte de Garnerans, Prévôt des marchands de Lyon
- 1704-1713 : Antoine Desrioux, comte de Messimy, propriétaire du château de Messimy
- 1713-1727 : Benoit Cachet de Montezan, pour la seconde fois
- 1727-1730 : Nicolas Bellet de Tavernost
- 1730-1747 : Louis Cachet de Montezan, comte de Garnerans
- 1747-1771 : Jean-Benoit Cachet de Montezan, comte de Garnerans